# Jacek Prosiński
Jacek Prosiński (ur. 8 lipca 1946 w Łodzi) – polski operator filmowy. Ojciec aktora i operatora Jana Prosińskiego. Absolwent Wydziału Operatorskiego Państwowej Wyższej Szkoły Filmowej, Telewizyjnej i Teatralnej w Łodzi z 1969 roku. Od 1970 związany jest z Wytwórnią Filmów „Czołówka”.

## Filmografia

### Operator filmowy
- 2011 – Zwycięzcy i zwyciężeni
- 2000 – Niewypowiedziana wojna
- 1998 – Pan Tadeusz, czyli matecznik
- 1997 – Crazy Horse
- 1995 – Rodzinka pani B. (Teatr Telewizji)
- 1995 – Maszyna zmian
- 1994 – To jest moje niebo
- 1994 – Spółka rodzinna
- 1993 – Jacek
- 1993 – Jakub
- 1992 – Mama - nic
- 1991 – Halo, jestem tutaj!
- 1991 – Dzieci wojny
- 1990 – Janka
- 1987 – III Podróż Jana Pawła II w Polsce. Warszawa – Kraków
- 1986 – Klementynka i Klemens – gęsi z Doliny Młynów
- 1985 – Dom Sary
- 1985 – Urwisy z Doliny Młynów
- 1984 – Panny
- 1984 – 100-lecie polskiego ruchu robotniczego. Cz. III – O wyzwolenie narodowe i społeczne
- 1983 – Esperalia
- 1983 – Tobruk - el ghazala
- 1982 – Prawo jest prawem
- 1982 – Karczma na bagnach
- 1981 – Wielka majówka
- 1981 – Jerzy Heintze - łowca ulotnego piękna
- 1980 – Przed odlotem
- 1980 – Strzała
- 1979 – Róg Brzeskiej i Capri
- 1979 – Janek
- 1979 – Gdyby zabrakło lotniska
- 1978 – Antyki
- 1978 – W biegu
- 1978 – Papa Stamm
- 1978 – Polski lotnik kosmonauta
- 1977 – Ostatnie okrążenie
- 1977 – Rekord świata
- 1977 – Polacy w Rewolucji Październikowej
- 1977 – Dąbrowszczacy
- 1977 – Paweł Finder
- 1976 – Koncert na piłę
- 1975 – Szkic do portretu dowódcy
- 1974 – Łukasz
- 1974 – Kochajmy się
- 1974 – Stolicy w darze
- 1973 – Tak bardzo zmęczeni
- 1973 – Być żołnierzem
- 1973 – Był ktoś taki
- 1973 – Co komu pisane
- 1972 – Opowieść
- 1972 – Tomo
- 1972 – Gdzie jest bohater?
- 1972 – Salut dla „Garlanda”
- 1972 – Odejścia, powroty
- 1970 – A ona za nim płakała
- 1970 – Martwa natura
- 1967 – Most nad torami
- 1967 – Imaginaria

### Reżyseria
- 2001 – W poszukiwaniu „Tabu”